# Kodnia
Kodnia (ukr. Кодня, Kodnia) – wieś na Ukrainie w rejonie żytomierskim obwodu żytomierskiego.
Znajduje tu się stacja kolejowa Kodnia, położona na  linii kolejowej Żytomierz – Berdyczów.

## Historia
Do Stefana Głębockiego należała Kodnia pod Żytomierzém; odziedziczyła ją Głębocka urodzona z Radziwiłłówny, ożenił się z nią Korzeniowski, który po zaborze kraju był prezesem, doszedł do wielkiej fortuny

Kodnia stała się znana w 1768, gdy odbywały się tu sądy pod przewodnictwem oboźnego koronnego Józefa Gabriela Stempkowskiego przeciwko uczestnikom koliszczyzny. Skazano tu wówczas na śmierć kilka tysięcy rebeliantów, a wyroki zostały niezwłocznie wykonane poprzez ścinanie, wieszanie i wbijanie na pal. Wśród ludu powstało wówczas przysłowie bodaj cię święta Kodnia nie minęła.
Pod rozbiorami siedziba gminy Kodnia w powiecie żytomierskim guberni wołyńskiej. Działała tu parafia rzymskokatolicka pw. Matki Bożej Pocieszenia.

## Pałac
- pałac wybudowany w stylu empire przez Korzeniowskiego, w którym przez 30 lat bywały świetne bale, huczne bardzo, częste zabawy[1]. Od frontu ryzalit z podwójnym rzędem kolumn jońskich podtrzymujących fronton z herbami[3].